# 前野天満社
前野天満社（まえのてんまんしゃ）は、愛知県江南市前野町に鎮座する神社。

## 由緒
文永5年（1268年）、前野時綱が母の生家である越後国菅原天満社宮司の娘であった由縁を以て勧請した旨を記した棟札が存在している。大永5年（1525年）、時綱の子孫である前野正義が天満社を改修した。その他、境内には板倉四郎右衛門行記が創建した大日霊社と森勘解由正久が創建した八幡社があり、三社を先祖の墳墓の上に奉祀していた。明治44年、天満社に二社を合祀し新たに神殿を奉献している。
神社の改修時に墨俣攻めに使用したと伝わる資材運搬用のソリの車輪、のろし筒などが発見されたことで、戦国武将が祈願した神社として知られるようになった。境内にある藤は江南市指定天然記念物になっている。